# Pyramid (jeu télévisé)
Pour les articles homonymes, voir Pyramide (homonymie).
Pyramid est un jeu télévisé américain, apparu en 1973 sous le titre The $10,000 Pyramid sur le réseau CBS puis revenu sur plusieurs réseaux sous différents montants ($20,000 sur ABC en 1976, $25,000 en syndication, etc.) Il revient en 2012 pour quarante épisodes sur GSN, puis en tant que $100,000 Pyramid sur ABC depuis 2016.

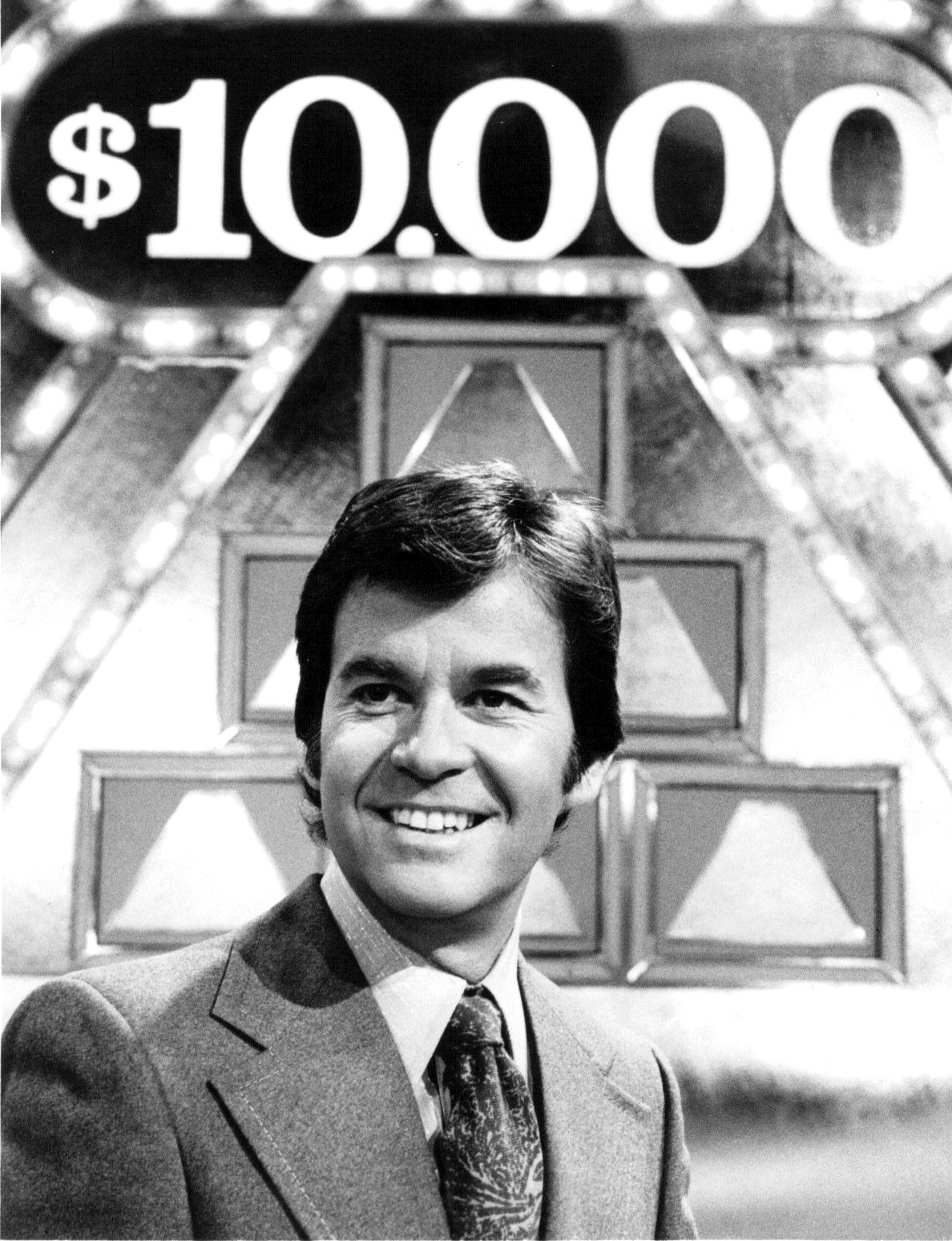
Dick Clark présentant l'émission en 1974.

Il est adapté en France sous le nom de Pyramide.